# 함양군의 농어촌버스
함양군의 농어촌버스는 경상남도 함양군을 중심으로 운행하는 버스를 이용한 대중교통 수단으로 함양지리산고속이 유일하다.

## 운행 정보
버스는 함양군 함양읍 내 구간을 운행하는 시내버스(읍내버스), 함양읍과 각 면을 연결하는 농어촌버스로 구분된다. 여기서 읍내버스는 읍 시가지 주요지점을 연결하는 도시형노선이 아닌 읍중심지와 읍외곽의 마을들을 연결하는 농어촌형노선이다. 농어촌버스의 경우 인근 지역인 전북특별자치도 남원시 아영면과 인월면을 운행하는 노선도 있다. 각 노선별 배차는 기본적으로 30~90분 정도의 간격을 가진다. 참고로 서상면과 지곡면 방면의 경우는 함양에서 출발하여 서상으로 갈 경우에는 대우카센터, 백암장을 거쳐가고 반대로 서상에서 함양으로 돌아올때는 시내구간인 반월빌딩과 동문사거리를 거쳐 편도운행한다.
단, 거창군, 합천군지역의 경우 시장 장날과 학생 수송을 위한 버스가 따로 증편운행되는 반면에 함양군지역은 시장 장날이거나 학생 등교 등에도 추가로 운행되는 버스는 없이 정상적인 배차로 운행한다.

## 요금
운임은 2019년 1월 1일 기준이다.
| 종류                    | 나이                    | 현금 (원) | 카드 (원) |
| ----------------------- | ----------------------- | --------- | --------- |
| 기본구간 (군내 전 지역) | 어른 (만 19세 이상)     | 1000      | 1000      |
| 기본구간 (군내 전 지역) | 청소년 (만 13세 ~ 18세) | 800       | 800       |
| 기본구간 (군내 전 지역) | 어린이 (만 7세 ~ 12세)  | 500       | 500       |

- 승차권 및 티머니 계열 교통카드는 함양지리산고속 터미널과 대행 정류소에서 구입할 수 있다.
- 2014년 3월 1일부터 교통카드를 이용해 버스를 승차할 수 있다.[2] 선불식 카드 및 후불식 카드 모두 사용가능하며 교통카드 이용시 기본구간에는 150원 할인된다. 예를 들어 햠양-안의 구간은 현금으로 2100원이나 카드는 1890원, 함양-서상구간은 현금은 4200원이나 카드는 3780원을 결제하였으나, 2018년 1월 단일요금제 시행에 따라 현재는 군내 구간 모두 기본요금인 현금은 1250원 카드는 1100원만 결제하면 된다. 하지만 거스름돈 시비 민원으로 다시 2019년 군내 전 구간 기본 요금이 1000원으로 인하 되었으며, 단 그 여파로 교통카드 사용시에도 기본구간 역시 타.지역처럼 일부 할인 없이 시외버스처럼 전부 결제된다. 단 함양군이 아닌 시외 지역에서의 승,하차 경우 종전과 같이 거리비례제가 실행된다.[3]
- 선불식은 현재 티머니 계열 교통카드만 사용 가능하며 센스패스 카드의 경우 2016년 5월 13일 부로 카드사의 사정으로 사용 중단 조치되어 현재는 사용할 수 없다. 후불형은 국민, 농협, 신한, 롯데 등을 사용하여 결제가능하다.[4][5]

## 함양군 차적의 버스 노선[6]

### 농어촌버스
| 노선 번호     | 운행구간   | 운행구간 | 운행구간   | 경유지                                   | 운행 횟수   | 비고       |
| ------------- | ---------- | -------- | ---------- | ---------------------------------------- | ----------- | ---------- |
| 함양 ↔ 촉동   | 함양터미널 | ↔        | 촉동       | 휴천, 유림, 문정, 마천, 추성             | 시간표 참조 | 운행시간표 |
| 함양 ↔ 문정   | 함양터미널 | ↔        | 문정(도정) | 휴천, 유림                               | 시간표 참조 | 운행시간표 |
| 함양 ↔ 장항   | 함양터미널 | ↔        | 장항       | 수동, 국계                               | 시간표 참조 | 운행시간표 |
| 함양 ↔ 장항   | 함양터미널 | ↔        | 장항       | 매촌, 옥동, 국계                         | 시간표 참조 | 운행시간표 |
| 함양 ↔ 유림   | 함양터미널 | ↔        | 유림       | 추성, 금계                               | 시간표 참조 | 운행시간표 |
| 함양 ↔ 진관   | 함양터미널 | ↔        | 진관       | 인당, 남산, 휴천, 미천, 마상, 금반, 월평 | 시간표 참조 | 운행시간표 |
| 함양 ↔ 원산   | 함양터미널 | ↔        | 원산       | 병곡, 옥계                               | 시간표 참조 | 운행시간표 |
| 함양 ↔ 백전   | 함양터미널 | ↔        | 백전       | 병곡, 대안, 운산, 신촌, 중기             | 시간표 참조 | 운행시간표 |
| 함양 ↔ 제전   | 함양터미널 | ↔        | 제전       | 도북                                     | 시간표 참조 | 운행시간표 |
| 함양 ↔ 대광   | 함양터미널 | ↔        | 대광       | 월암, 마평                               | 시간표 참조 | 운행시간표 |
| 함양 ↔ 백무동 | 함양터미널 | ↔        | 백무동     | 인월                                     | 시간표 참조 | 운행시간표 |
| 함양 ↔ 백무동 | 함양터미널 | ↔        | 백무동     | 인월, 마천                               | 시간표 참조 | 운행시간표 |
| 함양 ↔ 송전   | 함양터미널 | ↔        | 송전       | 무정차                                   | 시간표 참조 | 운행시간표 |
| 함양 ↔ 삼정   | 함양터미널 | ↔        | 삼정       | 인월, 마천                               | 시간표 참조 | 운행시간표 |
| 함양 ↔ 옥동   | 함양터미널 | ↔        | 옥동       | 중촌                                     | 시간표 참조 | 운행시간표 |
| 함양 ↔ 상비   | 함양터미널 | ↔        | 상비       | 수동, 안의                               | 시간표 참조 | 운행시간표 |
| 함양 ↔ 재궁   | 함양터미널 | ↔        | 재궁       | 수동                                     | 시간표 참조 | 운행시간표 |
| 함양 ↔ 제전   | 함양터미널 | ↔        | 제전       | 수동, 도북, 치라골                       | 시간표 참조 | 운행시간표 |
| 함양 ↔ 두동   | 함양터미널 | ↔        | 두동       | 보각, 주곡, 효산, 백일, 지곡             | 시간표 참조 | 운행시간표 |
| 함양 ↔ 서상   | 함양터미널 | ↔        | 서상       | 지곡, 안의                               | 시간표 참조 | 운행시간표 |
| 함양 ↔ 상남   | 함양터미널 | ↔        | 상남       | 지곡, 안의, (운곡), 서상                 | 시간표 참조 | 운행시간표 |
| 함양 ↔ 안의   | 함양터미널 | ↔        | 안의       | 수동, 금호, 두항(학넘)                   | 시간표 참조 | 운행시간표 |
| 함양 ↔ 곰실   | 함양터미널 | ↔        | 곰실       | 대실, 구만                               | 시간표 참조 | 운행시간표 |
| 함양 ↔ 학동   | 함양터미널 | ↔        | 학동(기동) | 무정차                                   | 시간표 참조 | 운행시간표 |
| 함양 ↔ 인월   | 함양터미널 | ↔        | 인월       | 아영                                     | 시간표 참조 | 운행시간표 |

## 참고 사항
- 운전 기사 숙박 및 군민 민원이 많아 함양군 서상 방면으로 운행하는 첫차 시간이 2016년 12월 1일부터 06시에 출발하는 것으로 조정되었으며 19시 막차 역시 종점발 20시에 출발하여 차고지로 돌아와 운행 종료한다. 그 이외 방면 차량은 06시 20분 혹은 06시 30분에 첫차가 출발하여 평상시와 동일하게 운행한다.
- 함양군 마천면의 삼정마을은 시내가 아닌 시외버스가 대신 운행하고 촉동마을은 함양농어촌버스 마천방면이 오후 1회 운행되기도 하지만 대체로 시외버스가 많이 운행되는 편이다. 함양군의 농어촌버스의 마천방면의 경우는 마천면을 경유하여 추성마을로 되돌아 올라가는데 마천면에서 함양으로 가는 손님은 추성마을에서 출발해 마천면을 경유하지 않고 함양으로 바로 가기에 추성 종점에서 내려오는 앞 시간차로 연계하는 방식으로 운행한다.

## 운영 업체
- 함양지리산고속